# Eva Aariak
Eva Aariak (inuktitut ᐄᕙ ᐋᕆᐊᒃ) (ur. 10 stycznia 1955 w Arctic Bay) – kanadyjska polityk, premier Nunavut w latach 2008–2013, promotorka języków eskimoskich w Nunavut.

## Życiorys
Eva Aariak urodziła się 10 stycznia 1955 roku w Arctic Bay w północnej części Ziemi Baffina w Terytoriach Północno-Zachodnich (obecnie Nunavut). Kształciła się zawodowo w Churchill w północnej Manitobie, następnie ukończyła szkołę średnią w Ottawie i uzyskała świadectwa ukończenia edukacji policealnej w zakresie zarządzania i nauczania. Następnie pracowała m.in. jako wychowawca, tłumacz, reporter telewizyjny i spiker radiowy dla CBC/Radio-Canada.
Jako aktywna działaczka na rzecz lokalnej społeczności zasiadała w radzie ds. edukacji w Arctic Bay, szefowała regionalnej izbie handlowej i kierowała działem ds. szkolenia i rozwoju w Departamencie Zasobów Ludzkich Nunavut.
Propagowała języki eskimoskie wśród dzieci i młodzieży. W 1999 roku została pierwszym komisarzem nowo powstałego terytorium Nunavut ds. języków. Doprowadziła do uznania inuktitut i inuinnaqtun za języki robocze rządu terytorialnego. Wprowadzała do języka inuktitut nowe słowa, np. ikiaqqivik (pol. „podróżowanie przez warstwy”) jako określenie na internet. Po upływie kadencji w 2004 roku prowadziła sklep z wyrobami rzemiosła i sztuką eskimoską, a także nauczała inuktitut.
W 2007 roku ponownie została komisarzem ds. języków, lecz wkrótce zrezygnowała ze stanowiska, by kandydować do parlamentu Nunavut. W wyborach 2008 roku uzyskała mandat parlamentarny – jako jedyna kobieta w liczącym 19 deputowanych parlamencie Nunavut. 14 listopada 2008 roku została wybrana na drugiego w historii premiera terytorium. Prowadziła politykę nastawioną na walkę z ubóstwem i wykorzystanie zasobów surowców naturalnych dla rozwoju terytorium. W wyborach 2013 roku nie uzyskała ponownie mandatu do parlamentu.
Po zakończeniu kariery politycznej poświęciła się pracy na rzecz zachowania i promocji języków eskimoskich oraz na rzecz praw ludów tubylczych.

## Odznaczenia, nagrody i wyróżnienia
- 2018 – Order Kanady[7]
- 2014 – EVE award przyznawana przez Equal Voice dla kobiet polityków zaangażowanych w zwiększanie roli kobiet w życiu publicznym[8]
- 2012 – Medal Diamentowego Jubileuszu Królowej Elżbiety II[9]